# Issa Serge Coelo
Issa Serge Coelo (Biltine, 1967) es un cineasta chadiano, reconocido por sus largometrajes Daresalam (2001), Tartina City (2006) y Ndjamena City (2008).

## Biografía
Nacido en la localidad chadiana de Biltine, Coelo estudió historia en París y producción cinematográrica en la École Supérieure de Réalisation Audiovisuelle (ÉSRA). Más adelante se desempeñó como camarógrafo en canales como Métropole Télévision, France 3, TV5MONDE y CFI antes de crear en 1994 el cortometraje Un taxi pour Aouzou, producción bien recibida por la crítica y nominada en 1997 a un Premio César en la categoría de mejor cortometraje de ficción.
Inició la década de 2000 dirigiendo el largometraje Daresalam (2000) y más adelante realizó el filme Tartina City (2006). Coelo apareció en el documental de 1999 Bye Bye Africa del prominente director chadiano Mahamat Saleh Haroun.

## Filmografía

### Cortometrajes
- Un taxi pour Aouzou (1994)

### Documentales
- Dans les sables de Bourème (1995)
- L'auberge du Sahel (1998)
- Maiguida (2003)

### Largometrajes
- Daresalam (2001)
- Tartina City (2006)
- Ndjamena City (2008)[5]